# Montelíbano (kommun)
Montelíbano är en kommun i Colombia.   Den ligger i departementet Córdoba, i den nordvästra delen av landet, 400 km norr om huvudstaden Bogotá. Antalet invånare är 73 247.